# 20th century Boys & Girls II 〜20世紀少年少女2〜
『20th century Boys & Girls II 〜20世紀少年少女2〜』（トゥエンティース・センチュリー・ボーイズ・アンド・ガールズ・2）は、高橋洋子の3枚目のカバー・アルバム。2015年4月22日にスターチャイルドから発売された。

## 概要

### アルバム解説
- 前回リリースの『宇宙の唄』から1年8か月ぶりにリリースされた。
- スターチャイルドから発売された3枚目のアルバム。2016年にスターチャイルドは第三クリエイティブ本部と統合し、KING AMUSEMENT CREATIVEが発足したため、当レーベルから発売された最後のアルバムとなった。
- 「20th century Boys & Girls」シリーズの第2弾で[注 1]、前作の『20th century Boys & Girls 〜20世紀少年少女〜』から4年10か月ぶりのリリースである。
- 前作では5人のアレンジャーが参加していたが、本作では笹路正徳が全ての収録曲のアレンジを担当している[1]。
- 収録曲は前作同様、大月俊倫と高橋でアイデアを出して決定した[2]。
- 2019年現在、続編がリリースされる予定は無いが、高橋本人は『20th century Boys & Girls III 〜20世紀少年少女3〜』をリリースしたいと発言している[3]。
- 前作同様、「残酷な天使のテーゼ」と「魂のルフラン」のセルフカバーが収録されており、続編をリリースするとなれば収録し続けるつもりでいると述べている[3]。

### 楽曲解説
- 1曲目「残酷な天使のテーゼ 2015VERSION」は、ボーカルとアコースティックギターのみというシンプルなアレンジに仕上がっている[2]。声は一発録りのものとなっている[2]。
- 2曲目「カリキュラマシーンのテーマ〜3はキライ」は、高橋が『カリキュラマシーン』が大ファンだということで、絶対に外せないと強く推した楽曲である[4]。メドレー形式となっており、「カリキュラマシーンのテーマ」→「3はキライ」→「カリキュラマシーンのテーマ」という順番になっている。メドレーの中にもう1曲入れる予定だったが、権利元がはっきりしないという理由で2曲のみとなった[1]。
- 3曲目「ひこうき雲」は、大月が提案した楽曲である[4]。高橋は小学生の時に「ひこうき雲」の楽譜を購入して弾き語りをしており[4]、1987年から1991年の間に松任谷由実のライブのバックコーラスを務めていた[4]。その為、この楽曲をカバーしたいという思いを抱いており、今回その夢が叶った[4]。歌い方は松任谷を意識しているわけではないが似てしまうと述べている[4]。
- 4曲目「真赤なスカーフ」は、前作で候補に挙がっていたが没になった楽曲である[1]。大月が提案した楽曲で、彼のカラオケの十八番である[4]。高橋は歌い方で一番悩んだと述べている[1]。収録されている楽曲の中で唯一の男性ボーカルである[5]。
- 5曲目「あなた」は、高橋の十八番であり、小学生の頃から好きな曲である[6]。高橋はこの楽曲を「原点」だと述べている[5]。
- 6曲目「ははうえさま」は、前作で候補に挙がっていたが没になった楽曲である[6]。高橋が提案した楽曲で、前作で提案した際は却下された[6]。本作で高橋が改めて強く推したことにより収録が決定した[6]。
- 7曲目「ふしぎなメルモ」は、高橋が提案した楽曲である[6]。高橋は10歳の時にこの楽曲をカバーしたことがあり、1977年に発売されたアルバム『手塚治虫の世界 鉄腕アトム〜ジェッターマルス』に収録されている。このアルバムでは、10歳の高橋と大人の高橋のデュエット曲になっている[6]。テイチクから10歳当時の音源を借り、笹路がボーカル部分を抽出してデュエットが実現した[7]。漫画『ふしぎなメルモ』の主人公・渡メルモは、キャンディーで大人になったり子どもになったりすることができる。このバージョンでは高橋が子どもになったり大人になったりするため、高橋は「アニメと内容が一緒」だと述べている[6]。
- 8曲目「愛のバラード」は、大月が推薦した楽曲である[7]。高橋はこの楽曲に歌詞があることを知らなかったという[8]。また、歌詞が「死」から始まる楽曲は初めて歌ったと述べている[7]。
- 9曲目「夜明けのマイウェイ」は、高橋が推薦した楽曲である[3]。高橋がドラマ『ちょっとマイウェイ』が好きで、その主題歌も気に入っているという理由で収録が決定した[8]。ラテン風味のアレンジに仕上がっている[8]。
- 10曲目「魂のルフラン 2015VERSION」は、夜をイメージさせるダンスナンバーに仕上がっている[8]。この楽曲を最後のトラックにした理由は、第3弾に続くことを意識しているからである[3]。

## 収録曲
| 全編曲: 笹路正徳。 |                                            |           |            |       |
| #                  | タイトル                                   | 作詞      | 作曲       | 時間  |
| 1.                 | 「残酷な天使のテーゼ 2015VERSION」         | 及川眠子  | 佐藤英敏   | 4:38  |
| 2.                 | 「カリキュラマシーンのテーマ〜3はキライ!」 | 宮川泰    | 宮川泰     | 4:17  |
| 3.                 | 「ひこうき雲」                             | 荒井由実  | 荒井由実   | 4:18  |
| 4.                 | 「真赤なスカーフ」                         | 阿久悠    | 宮川泰     | 4:41  |
| 5.                 | 「あなた」                                 | 小坂明子  | 小坂明子   | 6:20  |
| 6.                 | 「ははうえさま」                           | 山元護久  | 宇野誠一郎 | 4:25  |
| 7.                 | 「ふしぎなメルモ」                         | 岩谷時子  | 宇野誠一郎 | 4:05  |
| 8.                 | 「愛のバラード」                           | 山口洋子  | 大野雄二   | 3:59  |
| 9.                 | 「夜明けのマイウェイ」                     | 荒木一郎  | 荒木一郎   | 4:22  |
| 10.                | 「魂のルフラン 2015VERSION」               | 及川眠子  | 大森俊之   | 4:54  |
| 合計時間:          | 合計時間:                                  | 合計時間: | 合計時間:  | 45:59 |

## 原曲タイアップ
| 楽曲                       | タイアップ                                                     | オリジナルアーティスト       | 初出                                        | 発売日         | 規格品番   |
| -------------------------- | -------------------------------------------------------------- | ---------------------------- | ------------------------------------------- | -------------- | ---------- |
| 残酷な天使のテーゼ         | テレビアニメ『新世紀エヴァンゲリオン』オープニングテーマ       | 高橋洋子                     | 「残酷な天使のテーゼ」                      | 1995年10月25日 | KIDA-114   |
| カリキュラマシーンのテーマ | 日本テレビ系『カリキュラマシーン』オープニングテーマ（1974年） | 西六郷少年少女合唱団         | 『カリキュラマシーン ミュージックファイル』 | 1999年10月21日 | VPCD-81314 |
| 3はキライ!                 | 日本テレビ系『カリキュラマシーン』イメージソング（1974年）     | 宮川泰 、ギニョさん          | 『カリキュラマシーン ミュージックファイル』 | 1999年10月21日 | VPCD-81314 |
| ひこうき雲                 | アニメ映画『風立ちぬ』主題歌（2013年）                         | 荒井由実                     | 「きっと言える」                            | 1973年11月5日  | ETP-2905   |
| 真赤なスカーフ             | テレビアニメ『宇宙戦艦ヤマト』エンディングテーマ               | ささきいさお                 | 「宇宙戦艦ヤマト」                          | 1974年11月11日 | SCS-241    |
| あなた                     | -                                                              | 小坂明子                     | 「あなた」                                  | 1973年12月21日 | L-1165E    |
| ははうえさま               | テレビアニメ『一休さん』エンディングテーマ                     | 藤田淑子                     | 「とんちんかんちん一休さん/ははうえさま」   | 1975年11月10日 | SCS-278    |
| ふしぎなメルモ             | テレビアニメ『ふしぎなメルモ』オープニングテーマ               | 出原千花子、ヤングフレッシュ | 「ふしぎなメルモ」                          | 1971年11月12日 | AM-31      |
| 愛のバラード               | 映画『犬神家の一族』オープニングテーマ                         | 金子由香利                   | 「愛のバラード」                            | 1976年         | SV-6132    |
| 夜明けのマイウェイ         | 日本テレビ系連続テレビドラマ『ちょっとマイウェイ』主題歌       | パル                         | 「夜明けのマイウェイ」                      | 1979年10月21日 | GK-8089    |
| 魂のルフラン               | 映画『新世紀エヴァンゲリオン劇場版 シト新生』主題歌            | 高橋洋子                     | 「魂のルフラン」                            | 1997年2月21日  | KIDA-146   |

## 参加ミュージシャン
| 残酷な天使のテーゼ 2015VERSION         | 残酷な天使のテーゼ 2015VERSION |
| -------------------------------------- | ------------------------------ |
| アコースティックギター                 | 土方隆行、笹路正徳             |
| カリキュラマシーンのテーマ〜3はキライ! |                                |
| ドラムス                               | 渡嘉敷祐一                     |
| エレクトリックベース                   | バカボン鈴木                   |
| エレクトリックギター                   | 土方隆行                       |
| アコースティックギター                 | 笹路正徳                       |
| ハモンドオルガン                       | 笹路正徳                       |
| パーカッション                         | 笹路正徳                       |
| トランペット                           | 西村浩二、菅坡雅彦             |
| サクソフォーン                         | 竹野昌邦                       |
| トロンボーン                           | 村田陽一                       |
| ひこうき雲                             |                                |
| ドラムス                               | 渡嘉敷祐一                     |
| エレクトリックベース                   | バカボン鈴木                   |
| エレクトリックギター                   | 土方隆行                       |
| エレクトリックピアノ                   | 笹路正徳                       |
| サクソフォーン                         | 竹野昌邦                       |
| トランペット                           | 西村浩二                       |
| バイオリン、ヴィオラ                   | 真部裕                         |
| チェロ                                 | 遠藤益民                       |
| 真赤なスカーフ                         |                                |
| ドラムス                               | 渡嘉敷祐一                     |
| エレクトリックベース                   | バカボン鈴木                   |
| アコースティックギター                 | 三好"3吉"功郎                  |
| ピアノ                                 | 笹路正徳                       |
| シンセサイザー                         | 笹路正徳                       |
| サクソフォーン                         | 竹野昌邦                       |
| あなた                                 |                                |
| ドラムス                               | 渡嘉敷祐一                     |
| コントラバス                           | バカボン鈴木                   |
| ピアノ                                 | 笹路正徳                       |
| バイオリン、ヴィオラ                   | 真部裕                         |
| チェロ                                 | 遠藤益民                       |
| ははうえさま                           |                                |
| ドラムス                               | 渡嘉敷祐一                     |
| ベース                                 | バカボン鈴木                   |
| ピアノ                                 | 笹路正徳                       |
| バンジョー                             | 西海孝                         |
| バイオリン                             | 真部裕                         |
| ふしぎなメルモ                         |                                |
| ドラムス                               | 渡嘉敷祐一                     |
| エレクトリックベース                   | バカボン鈴木                   |
| エレクトリックギター                   | 土方隆行、笹路正徳             |
| ピアノ                                 | 笹路正徳                       |
| フラットマンドリン                     | 笹路正徳                       |
| パーカッション                         | 笹路正徳                       |
| バイオリン、ヴィオラ                   | 真部裕                         |
| チェロ                                 | 遠藤益民                       |
| 愛のバラード                           |                                |
| アコースティックギター                 | 西海孝                         |
| エレクトリックギター                   | 笹路正徳                       |
| 12stAg                                 | 笹路正徳                       |
| フラットマンドリン                     | 笹路正徳                       |
| ピアノ                                 | 笹路正徳                       |
| シンセサイザー                         | 笹路正徳                       |
| 夜明けのマイウェイ                     |                                |
| エレクトリックピアノ                   | 笹路正徳                       |
| シンセサイザー                         | 笹路正徳                       |
| 魂のルフラン 2015VERSION               |                                |
| エレクトリックギター                   | 土方隆行                       |
| ピアノ                                 | 笹路正徳                       |
| シンセサイザー                         | 笹路正徳                       |

## スタッフクレジット
| Sound Produced and Arranged | 笹路正徳 |
| Mixed                       | 斉藤敬興（mini-tab.） |
| Recorded                    | 斉藤敬興（mini-tab.）、赤工隆（mini-tab.） |
| Assistant Engineer          | 木村太郎、桐本廉也（KING SEKIGUCHIDAI STUDIO）、櫻井繁郎、勝又紀彦（ONKIO HAUS）、中島康裕（Heart Beat. RECORDING STUDIO）、清水裕貴（MARUNI STUDIO） |
| Recorded at                 | KING SEKIGUCHIDAI STUDIO、ONKIO HAUS、Heart Beat. RECORDING STUDIO、STUDIO FAVRE                                                                      |
| Mastered                    | 鈴木浩二 |
| Mastering at                | Sony Music Studios Tokyo |
| Recording Coordinate        | 大矢朋広（mini-tab.） |
| Production Assistant        | 小倉進吾 |
| Art Direction & Design      | 木山健司（PERMANENT） |
| Photographer                | 粟根靖雄 |
| Hair & Make                 | Chica（C+） |
| Stylist                     | 石毛典代 |
| Object Design               | 武井淳子（ORCA） |
| Artwork Coordinator         | 鎌野友理子（キングレコード） |
| Artist Management           | 池田愛理子（アトミックモンキー） |
| Promoter                    | 矢田晶子（キングレコード）、島居理恵（キングレコード）                                                                                                |
| A&R Chief Producer          | 宿利剛（キングレコード） |
| Executive Producer          | 大月俊倫（キングレコード） |